# TMNT (videogioco 2007 Game Boy Advance)
TMNT è un videogioco picchiaduro sviluppato dalla Ubisoft Montreal e pubblicato dalla Ubisoft per Game Boy Advance. È basato sul film del 2007 TMNT. È stato prima pubblicato in America del Nord il 20 marzo 2007, successivamente in Australia il 22 marzo 2007, ed infine in Europa il 23 marzo 2007. Un altro videogioco con lo stesso titolo è stato reso disponibile per Xbox 360, Wii, PlayStation 2, GameCube, PC, Nintendo DS e PlayStation Portable, benché si tratti di un videogioco completamente differente da questo, che è un picchiaduro a scorrimento in 2D.